# おねがい♪マイメロディ きららっ★
『おねがい♪マイメロディ きららっ★』（おねがいマイメロディ きららっ）は、日本のテレビアニメ。テレビ大阪を制作局として、2008年4月6日から2009年3月29日までテレビ東京系列にて放送された。『おねがいマイメロディ』シリーズの第4期。

## 概要
本作は『おねがいマイメロディ 〜くるくるシャッフル!〜』以前と同じ30分放送形態に戻った（ただし2本立て）。
ストーリー的（時間軸）には前三作よりも過去という設定になり、大半はマリーランドを舞台にしている。これまでの人間キャラは基本的に登場せず、人間の主人公は新たに「星月きらら」が登場。加えて新キャラ・ソララ王子も登場する。
前三作と異なり、アニメーションはFLASHによる3DCGベースで描画する事が基本になった。ただし、全ての回にフル3DCGアニメを使用している訳ではなく、TPOに応じて従来の手描き2Dアニメと使い分けている模様。後半から2Dアニメ中心になる。また、韓国のアニメ制作会社（Studio Sonaki）が制作に協力しているため、韓国人スタッフが多数登用されている。

## あらすじ
星空が美しい街、星見台に住む女の子・星月きらら。小学校に通う彼女は憧れの先輩に告白できずに、落ち込んでいるところにマリーランドの王様が、願いを叶える願い星の元へきららをマリーランドに誘う。
きららはマイメロディを初めとするマリーランドと出会い友達になる。きららはマリーランドの星降りの夜を待ち構えるが、願い星は願いを告げる前に地上に落ち、星は粉々になって散ってしまう。おまけに願い星が衝突したことによって、人間界の出入り口のトランペットは破損してしまい、元の世界に戻れなくなってしまう。
一方、願い星に乗って落ちてきた願いの星の王子・ソララも、バクの一言によりヒヨコの姿に変身してしまい、星が粉々になったことで魔法の力を失い、元の国に帰れなくなっていた。  
この願い星の事件のあと、マリーランドは星のかけらの力の影響により、束の間の夢を得た住人が欲望を惹起されるがまま暴走してしまうと言うおかしな事件が起こっている。きららはこの事件を解決し、元の世界に戻るためにマイメロとともに星のかけらを集めることに奔走する。
おねがいマイメロディの第4シリーズ。過去のマリーランドで巻き起こるシュールギャグラブコメディのエピソード０かつ前日譚。

## 特徴
- 今作は音符ではなく「星のかけら」という物を集めるストーリーになっているが、マイメロとクロミが集める理由の一つに共通の目的があり、これまでのシリーズのようにクロミが「悪役」[5]と言う位置には置かれていない[6]。どちらかが先に取っても最終的にはソララ王子の元に収まる事になっている[7]。
- ギャグがかなり過激という特徴もあり、しばしば誰かが原因で引き起こした騒動が収拾が付かないまま終了する事がある。
- 「学校」「美術館」「デパ地下」「遊園地」のような新たな施設が登場し、これまでのシリーズでは明かされなかったマリーランドの裏側が明らかになることもしばしば。また舞台がマリーランドであるため、今までのシリーズよりもマリーランドのキャラクターの登場頻度が増えている。ごく稀に宇宙人や宇宙生物もゲストとして登場することがある。
- 過去を舞台にしているため、時系列的に未来にあたる前三作とは矛盾が生じないように配慮されている。ただし、ピンクの森などの細かい舞台設定に一部変更がある。チームガイストデザインのサッカーボール[8]など、第一期の頃には無かったものも登場する。第46話にてトランペットに代わる物としてホルン(未完成)が登場した事と最終話にてきららが1年前の時間に戻ったことにより第一期に繋がった。
  - マイメロが前作までの人間キャラクターに出会う前であるため、彼らは基本的に登場しない。ただし、お天気キャスターの雨宮晴香がテレビ番組や王様所有のグッズなどの形で数回登場していたり、第38話のクリスマスエピソードにて恒例のサンタクロースが登場したりなど、矛盾を生じない範囲での登場はある。さらに最終話では、チョイ役ではあるが前作までの人間キャラクターたちが多数登場している。
  - メタフィクションとして、前三作までの要素へのオマージュは存在する。例えば第18話では劇中劇として「ウサミミ仮面GOGO」なる作品が放送されており、ウサミミ仮面と夢野 歌・小暮 駆に類似したキャラクターが登場している。また、第43話Bパートでは挿入歌のシーンでカラオケの映像としてウサミミ仮面を主軸とした前三作の映像のPVが本編と一緒に流されている。そのほか、柊恵一デザインの「イケメンヌードル」なども挙げられる。
- 前三作では必ず登場していたクロミとバクは本作では登場しない回がある。
- 以上よりこれまでのマイメロシリーズから大幅に作風が変わったことが言えるが、「人々の夢を取り戻す」と言う大まかなテーマは変わっていない。物語の序盤から中盤あたりでは、きらら・ソララ王子・クロミ・カイト先輩の四者を主軸とした恋のドタバタバトルをメインに描かれているが、最終的には「恋の成就」よりも「夢」と言うメインテーマに帰結している[9]。
- 2025年現在「おねがいマイメロディ」のTVアニメシリーズの最後の作品であり、テレビ大阪制作全国ネットによる最後の非ハイビジョン放送アニメでもある。本作終了後、同じ製作体制で『ジュエルペット』シリーズが開始した。

## 登場キャラクター

### マリーランドの人々
詳しくは各キャラクターを参照。その他の登場キャラクターや詳しい説明については、おねがいマイメロディの登場キャラクター・マリーランドの人々から参照。
- マイメロディ
- クロミ
- バク
- フラットくん ピアノちゃん（ひつじさん）

ベリー&チェリー（ルロロマニック）
声 - 宮田幸季（ベリー）、瀧本富士子（チェリー）
第2話の最後から登場した、はりねずみくんに代わる進行・解説役。ベリーは黒い体にツノと背中の羽があり、チェリーはピンクの体にコウモリの羽のような耳にシルクハットとリボンを付けており、背中に黒い蝶々模様がある。正確にはマリーランド住人ではなく、マリーランドと違う異次元に住んでいる。本性はクロミ同様悪魔っ子だが、本作ではあまりその様子を見せていない。
バク十一郎（バクじゅういちろう）
バク兄弟の末っ子（当初）。本作では出番が多く、マイメロに匹敵するマリーランドのアイドル的存在。

### 人間界の人々
星月 きらら（ほしづき きらら）
声 - 田中れいな（モーニング娘。）
本作のもう一人の主人公である10歳の女の子。初めてマリーランドを訪れた人間。鳥が嫌いだがカニは好き。マイメロとともに星のかけら集めに貢献する。マリーランドへ来たときにトランペットのアクシデントによって身体が小さくなり3頭身となる。
ヒヨコになったソララ王子に好意を持たれる事を疎ましく思っているが中盤、彼の全力な告白を断るものの自分も先輩に告白する勇気をもらったと感謝している。だがこれがソララ王子の嫉妬に火をつけてしまうこととなる。
鳥が嫌いと言っていたものの話が進むにつれて彼も元は人間であると言う事から拒絶しなくなった。彼がカイト先輩のようになった時にも何かしらのアドバイスも送るようになる。
物語終盤、流れ星が流れなくなった事により日本に限らず世界中の人間が夢を無くしてしまうがマリーランドが消滅しなかったのは、きららが夢を無くしていない最後の人間であったことが明かされる。これにより人間界を救う為にクロミ達とも協力するようになる。
アボガド大臣の罠や願い星の消滅により夢を失いかけ、マリーランドは消滅の危機に至るが、二度と夢を失くさないことを決意。これによりマリーランドの存在は安定し、願い星は復活。ソララ王子にお願いして1年前の人間界に戻り、今度こそカイト先輩に告白しようとする。
カイト先輩（カイトせんぱい）
声 - 竹内順子
きららの憧れの先輩。ニンニクと蛸が苦手。サッカー選手を目指していたが中盤、星のかけらの影響により夢を無くし掛けている。きららは彼に会いたいが為に願い事で呼び出そうとしたが、ソララ王子の妨害で失敗する。その後、クロミがきららの願い事を代弁する形で召喚したが、そのときの姿はサッカーに対する熱意も無くしほぼ廃人となっていた。きららも愛想を失いかけるも、彼女の熱意によって若干夢を取り戻したようだが、召喚の際時間制限があったらしくそれが切れて人間界に戻された。
マリーランドに現れた際、きらら同様の3頭身姿であり、またそれまできららは自己紹介をまだしていなかった為、改めて自分を紹介した。
物語終盤には流れ星が流れなくなった影響が大きくなり、彼のチームメイトも含めさらに廃人となり、灰色でだらけた姿を晒し自分の名前すら忘れるほど酷くなっている。きららの作った弁当やバレンタインチョコで記憶も取り戻し復活するもマイメロが差し出した苦手な食べ物で再び元に戻ってしまう。その後、マリーランドと願い星が戻り彼もようやく復活できた。なお、きららはマリーランドに来る前の時間に戻った為、それまでの出会いは無くなった事になる。
夢野 歌（ゆめの うた）
声 - 片岡あづさ
友情出演で最終話のみ登場。マイメロとはこの物語の出来事の後に出会い、ドリームパートナーとなる。
小暮 駆（こぐれ かける）
声 - 沢城みゆき
友情出演で最終話のみ登場。この物語の出来事の後にフラットの相棒になる。
夢ヶ丘の人々（ゆめがおかのひとびと）
最終話のみ登場。

### 異世界出身者
マリーランドでも人間界でもない違う世界の住人。
ソララ王子（ソララおうじ）
声 - 宮田幸季
第1話Bパートで初登場。外宇宙にある願い星ランドからやってきた。13歳。柊に出会う前のクロミが気に入った人物。登場直後にバクが流れ星に「イケメンがいなくなればいい」という邪な願いによってヒヨコ（そらピ）のような姿にされた。はりねずみくん曰く「不細工なヒヨコ」と言われているが、マイメロはヒヨコの姿を気に入っている。王子でありながら口が悪い（後にこの話し方が「ネーグリッシュ」という願い星ランドの方言であることが判明）。
目的達成のために他者を利用する性格ではあるが、達成した者には施しをし、逆に失敗した者は切り捨てる。きららに好意を持つが、彼女が鳥嫌いなため拒絶されている。きららの為なら自分自身が犠牲になる事も辞さない。かなりのイケメンなのだが、自分を宇宙一のイケメンと思っており、ナルシストの面もある。
第9話にて星のかけらが7つ揃った事によりいつもより長い時間、本来の姿を維持でき誰かの願い事をかなえる力を得たが、力が完全に戻っていないため大規模な願い事は叶えられなかった。メガネザル博士によるともう一度7つずつ集めれば、復活でき願い星も元に戻ると言われている。
中盤、きららが先輩の夢を無くしかけている事からそれを叶える為に星のかけらを集めるようになると嫉妬して星のかけらを取り込む事を一時期拒否している。
なお彼とナタリーはマリーランドの住人ではないが、きららが夢を無くすとなぜか存在する根拠を失ってしまう。
アボガド大臣を打倒後、きららの願いを叶え、彼女に別れを告げる。その後、クロミの愛に応えることにしたが、962人の妃がいる事が判明する為、最終的にクロミに振られてしまう事となり、彼女に吹っ飛ばされマリーランドを去った。
ナタリー
声 - 橘田いずみ
第16話Bパートで初登場。ソララ王子の秘書兼世話役で言葉遣いがコギャル風。王様が流れ星に「自分好みのメイドさんを...」という願いによって3頭身キャラになってしまう。願い星ランド本国へ通信できる通信機を持っている。トラブルメーカー的な部分があり、ソララ王子から度々クビにすると言われ基本的には頭が上がらないが、約束を破ろうとしたり禁じ手を使った彼を叱責する一面もある。
クロミは当初恐ろしげな容姿を想像していたが、クロミ同様にマイメロがいると調子が狂ったりおねがいが利かないなど共感できる点で意気投合している。クロミがソララ王子に好意を持っている事についても積極的に応援している。ただ一方でソララ王子の好意を断るきららをあまり良く思っていない為、どちらかと言うと彼をきららに近づけたくない節が強い。
彼女が来た事により、ソララ王子の食事も生活も豪華になってきているが、スポンサーとなっているドリアン大臣からの援助も渋りだし、本国の資金援助も断られた為、仕事を探すも失敗続きである。
マリーランドと願い星が復活した後はアボガド大臣を連行し願い星へ帰った。
アボガド大臣（アボガドだいじん）
声 - 赤澤涼太
願い星ランドの大臣。42歳。サングラス状の仮面をつけた容姿をしている。政治に無関心な国王夫婦(ソララ王子の両親)に変わって統治を行っている。ナタリーに行方不明になったソララ王子を探すよう命じている。初登場は16話Bパートで、最初は影のみの登場だが、30話で初めて姿が明らかになった。
流れ星を流さなくなったと宇宙中から苦情がきて、遂には国王一家に不信感を覚え自分が国王になろうと下克上を決意する。その際、正式に国王になる為に必要な王冠を現在はソララ王子が持っているのでマリーランドに向かうも、そのままでは宇宙から来たので宇宙人扱いを受けた為、マリーランド住人同等のサイズのアヒルに成りすまし強奪を図ろうとするが失敗続きである。
再び来訪した際には自分のことを「アボアヒル」と言う名で紹介し、王子を探し出そうとする。マイメロ達には「アホアヒル」と呼ぶたびに訂正する。そしてマリーランドが呆れ返るほど国王以下馬鹿ばっかりだと思い込み今度はマリーランドの侵略を計画した。きららを何度も絶望に陥れようとし、終盤では蟹の姿で暴れ回ったが、きららが夢を失くさないと決意したことで敗北。最後はアボアヒルの姿で願い星へ送還された。
ピエール
声 - 藤原祐規
48話Aパートに登場したきららとソララ王子の仲を引き裂く目的でアボガド大臣が派遣したイケメン。人間界から逃げてきたと言う設定であるが、正体は河童の姿をしたかっぱ星の宇宙人。頭の皿で空が飛べる。きららを落とす寸前まで来たものの、マイメロが転んで紅茶を被ってしまい、熱がって水を浴びた事で正体がばれる。まだまだ修行が足りないと言ってマリーランドを去っていった。
ヒロシ
声 - 井口祐一
48話Bパートに登場したピエールに変わって派遣されたイケメン。ピアノちゃんのポエムの大ファン。アボガド大臣曰く面接を受けた時と比べるとえらく衰弱した様子だがこれは彼の演技であり、きららを落とす為に病弱を装って彼女に近づく。しかし、診断の結果ただの風邪だった事により失敗し、最終的にはピアノちゃんのサインをもらって満足した様子。これが元の姿なのかと出身惑星等は不明。

## スタッフ
- 企画 - ウィーヴ
- 原案 - サンリオ、福嶋一芳
- 連載 - 講談社「おともだち」「たのしい幼稚園」
- シリーズ構成 - 山田隆司
- キャラクターデザイン・デザインワークス - チームきららっ☆（宮川知子 他）
- 美術監督 - 福田和矢
- 色彩設計 - 石黒文子、大倉喜美子
- 編集 - 中葉由美子、村井秀明
- 音響監督 - 平光琢也
- 音楽 - 渡部チェル
- 音楽プロデューサー - 渡辺隆、山下いづみ
- 音楽制作 - ポニーキャニオン
- 音楽協力 - テレビ東京ミュージック
- プロデューサー - 原弘之、可知秀幸、玉置太士、小竿俊一
- アシスタントプロデューサー - 利根りか
- 各話制作協力 - 大蓮高森動漫公司（中国）、STUDIO-ONE（韓国）、JM ANIMATION（韓国）、F9[16]
- 制作協力 - Studio Sonaki（韓国:ノンクレジット）[17][18]
- アニメーション制作 - スタジオコメット
- チーフディレクター - 福本潔
- ディレクター - Hwang Chel、Lee Jong hien
- 総監督 - 森脇真琴
- 製作 - テレビ大阪、読売広告社、マイメロディ製作委員会

## 主題歌・挿入歌

### 主題歌
オープニングテーマ「きらきらキララ☆彡」
作詞 - 伊福部崇 / 作曲・編曲 - 杉浦 "ラフィン" 誠一郎 / 歌 - うちやえゆか
エンディングテーマ1「星空ハヤトチリ」 （第1話 - 第26話）
作詞 - 伊福部崇 / 作曲・編曲 -  杉浦 "ラフィン" 誠一郎 / 歌 - うちやえゆか
エンディングテーマ2「宇宙（ほし）のフラメンコ」 （第27話 - 第51話）
作詞・作曲- UZA / 編曲 - ROUND4 / 歌 - クロミ&ソララ王子&ナタリー（竹内順子&宮田幸季&橘田いずみ）
最終回エンディングテーマ「手をつなごう」
作詞 - 山田ひろし / 編曲 - 渡部チェル / 歌 - マリーランドのなかまたち

### 挿入歌
「おれはウサミミ仮面」（第18話）
作詞 - 山田ひろし / 作曲・編曲 - 渡部チェル / 歌 - ウサミミ仮面（置鮎龍太郎）
「ウィンター・ワンダーランド」（第38話）
作詞 - R.スミス / 訳詞 - 蓮健児 / 作曲 - F.バーナード / 編曲 - 三宅一徳 / 歌 - クロミ（竹内順子）
「ジングル・ベル」（第38話）
作詞 - 宮澤章二 / 作曲 - J.ピアポント / 編曲 - 大久保薫 / 歌 - マイメロディ&夢野歌（佐久間レイ&片岡あづさ）
「おねがいクリスマス」（第38話）
作詞 - 山田ひろし / 作曲 - 渡部チェル / 編曲 - 鈴木盛広 / 歌 - マイメロディ（佐久間レイ）
「Let's GO」（第43話）
作詞 - UZA / 作曲・編曲 - 宮井英俊 / 歌 - ウサミミ仮面（置鮎龍太郎）
「美・Guilty」（第43話）
作詞 - 室生あゆみ / 作曲・編曲 - 渡部チェル
「女ともだち」（第45話）
作詞 - 山田ひろし / 作曲・編曲 - 渡部チェル / 歌 - マイメロママ&王妃さま（中川里江&杉本ゆう）
「シアワセの羽」（第43話、最終話）
作詞 - 山田ひろし / 作曲・編曲 - 渡部チェル / 歌 - 貝田由里子

## 各話リスト
| 話数 | サブタイトル                          | 脚本       | 絵コンテ                | 演出            | 作画監督                        | 放送日        | 収録DVD   |
| ---- | ------------------------------------- | ---------- | ----------------------- | --------------- | ------------------------------- | ------------- | --------- |
| 1    | ありゃま! 美少女が降ってきた          | 山田隆司   | 佐藤まさふみ            | 福本潔          | Park Tong hoon                  | 2008年 4月6日 | MELODY.1  |
| 1    | ありゃま! 美少年が降ってきた          | 山田隆司   | 井上修                  | 福本潔          | Park Tong hoon                  | 2008年 4月6日 | MELODY.1  |
| 2    | ありゃま! お魚さんが飛んじゃった      | 山田隆司   | 政木伸一                | 福本潔          | Park Tong hoon                  | 4月13日       | MELODY.1  |
| 2    | ありゃま! バクくんが大あばれ          | 江夏由結   | 大久保政雄              | 福本潔          | Park Tong hoon                  | 4月13日       | MELODY.1  |
| 3    | ありゃま! ケロケロで大変              | 岸間信明   | 岡村正弘                | 福本潔          | Park Tong hoon                  | 4月20日       | MELODY.1  |
| 3    | ありゃま! みんなでお引越し            | 大場小ゆり | 尼野浩正                | 福本潔          | Park Tong hoon                  | 4月20日       | MELODY.1  |
| 4    | ありゃま! ふわふわがツルツルに        | 江夏由結   | 高林久弥                | ZANG YOU SHICK  | ZANG YOU SHICK                  | 4月27日       | MELODY.1  |
| 4    | ありゃま! クロミちゃんがいっぱい      | 江夏由結   | 井上修                  | JANG HYO SHICK  | ZANG YOU SHICK                  | 4月27日       | MELODY.1  |
| 5    | ありゃま! チョーわがままな転校生      | 岸間信明   | 佐藤まさふみ            | ZANG HYO SHICK  | ZANG YOU SHICK                  | 5月4日        | MELODY.2  |
| 5    | ありゃま! ホームシックになっちゃった  | 大場小ゆり | 政木伸一                | HAN YOUNG HOON  | ZANG YOU SHICK                  | 5月4日        | MELODY.2  |
| 6    | ありゃま! 入れかわっちゃった          | 山田隆司   | 高林久弥 高柳哲司       | 福本潔 関野関十 | Park Tong hoon                  | 5月11日       | MELODY.2  |
| 7    | ありゃま! バクくん有罪?               | 岸間信明   | 井上修                  | 福本潔          | Park Tong hoon                  | 5月18日       | MELODY.2  |
| 7    | ありゃま! ピヨちゃん大活躍            | 大場小ゆり | 平井義通                | 福本潔          | ZANG YOU SHICK                  | 5月18日       | MELODY.2  |
| 8    | ありゃま! リスくんが止まらない        | 川瀬敏文   | 渡辺健一郎              | Choi In Jun     | Park Tong hoon                  | 5月25日       | MELODY.2  |
| 8    | ありゃま! がんばれきらら先生          | 井上美緒   | 佐藤まさふみ            | 福本潔          | Park Tong hoon                  | 5月25日       | MELODY.2  |
| 9    | ありゃま! ゾウさん遊び人デビュー      | 山田隆司   | 高林久弥                | 福本潔          | Park Tong hoon                  | 6月1日        | MELODY.3  |
| 9    | ありゃま! 星のかけらのヒミツ          | 江夏由結   | 尼野浩正                | 福本潔          | ZANG YOU SHICK                  | 6月1日        | MELODY.3  |
| 10   | ありゃま! 恋のミュージアム            | 岸間信明   | 高柳哲司                | 関野関十        | 宮川知子                        | 6月8日        | MELODY.3  |
| 10   | ありゃま! ヌルヌルおばけさん          | 江夏由結   | 渡辺健一郎              | 福本潔          | Park Tong hoon                  | 6月8日        | MELODY.3  |
| 11   | ありゃま! さよならピヨちゃん          | 大場小ゆり | 佐藤まさふみ            | 福本潔          | ZANG YOU SHICK                  | 6月15日       | MELODY.3  |
| 11   | ありゃま! 生まれ変わったピヨちゃん    | 川瀬敏文   | 高柳哲司                | 福本潔          | Park Tong hoon                  | 6月15日       | MELODY.3  |
| 12   | ありゃま! ナスビ大作戦                | 井上美緒   | 政木伸一                | 福本潔          | ZANG YOU SHICK                  | 6月22日       | MELODY.3  |
| 12   | ありゃま! 日曜日はのんびり            | 山田隆司   | 高柳哲司                | 福本潔          | Park Tong hoon                  | 6月22日       | MELODY.3  |
| 13   | ありゃま! 恋のクッキー大作戦          | 江夏由結   | 尼野浩正                | 福本潔          | Park Tong hoon                  | 6月29日       | MELODY.4  |
| 13   | ありゃま! 悲しき口笛ピヨー            | 岸間信明   | 高柳哲司                | 福本潔          | ZANG YOU SHICK                  | 6月29日       | MELODY.4  |
| 14   | ありゃま! うまうまホットケーキ        | 大場小ゆり | 渡辺健一郎              | 福本潔          | Park Tong hoon                  | 7月6日        | MELODY.4  |
| 14   | ありゃま! おかしな二人                | 山田隆司   | 渡辺健一郎              | 関野関十        | 宮川知子                        | 7月6日        | MELODY.4  |
| 15   | ありゃま! 真夏の雪男                  | 岸間信明   | 岡村正弘                | 福本潔          | Park Tong hoon                  | 7月13日       | MELODY.4  |
| 15   | ありゃま! シンクロで親子丼            | 川瀬敏文   | 佐藤まさふみ            | 福本潔          | Park Tong hoon                  | 7月13日       | MELODY.4  |
| 16   | ありゃま! 遊園地でギャー!             | 井上美緒   | 尼野浩正                | 福本潔          | ZANG YOU SHICK                  | 7月20日       | MELODY.4  |
| 16   | ありゃま! 降ってきたでございます      | 山田隆司   | 井上修                  | 福本潔          | Park Tong hoon                  | 7月20日       | MELODY.4  |
| 17   | ありゃま! ナタリーさんすご〜い        | 大場小ゆり | 平井義通                | 福本潔          | Park Tong hoon                  | 7月27日       | MELODY.5  |
| 17   | ありゃま! みんなではにゃ〜ん          | 江夏由結   | 高柳哲司                | 福本潔          | Park Tong hoon                  | 7月27日       | MELODY.5  |
| 18   | ベリー & チェリーで ウサミミ仮面GOGO! | 山田隆司   | 池畠博史 森脇真琴       | 福本潔 関野関十 | Park Tong hoon 宮川知子         | 8月3日        | MELODY.5  |
| 19   | ありゃま! ソラぴのめろめろ大作戦      | 岸間信明   | 高柳哲司                | 福本潔          | Bak Dong Hun                    | 8月10日       | MELODY.5  |
| 19   | ありゃま! クロミのめろめろ大作戦      | 江夏由結   | 渡辺健一郎              | 福本潔          | Bak Dong Hun                    | 8月10日       | MELODY.5  |
| 20   | ありゃま! キャンプでファイヤー        | 川瀬敏文   | 高林久弥                | 藤根潔美        | Zang You Shick                  | 8月17日       | MELODY.5  |
| 20   | ありゃま! ナタリーさんをプロデュース  | 山田隆司   | 石踊宏                  | 福本潔          | Bak Dong Hun                    | 8月17日       | MELODY.5  |
| 21   | ありゃま! ツチノコみつけた            | 岸間信明   | 尼野浩正                | 福本潔          | Bak Dong Hun                    | 8月24日       | MELODY.6  |
| 21   | ありゃま! まぁるくおさまっちゃった    | 大場小ゆり | 尼野浩正                | 福本潔          | Bak Dong Hun                    | 8月24日       | MELODY.6  |
| 22   | ありゃま! ラブレターみーつけた        | 江夏由結   | 石踊宏                  | 福本潔          | Bak Dong Hun                    | 8月31日       | MELODY.6  |
| 22   | ありゃま! 雨の日おさんぽ              | 井上美緒   | 佐藤まさふみ            | 福本潔          | Bak Dong Hun                    | 8月31日       | MELODY.6  |
| 23   | ありゃま! ハートにゴールぴよ          | 岸間信明   | 池畠博史                | 福本潔          | Bak Dong Hun                    | 9月7日        | MELODY.6  |
| 23   | ありゃま! なれそめ教えて              | 井上美緒   | 池田重隆                | 福本潔          | Bak Dong Hun                    | 9月7日        | MELODY.6  |
| 24   | ありゃま! 王様だーれ?                 | 江夏由結   | 高柳哲司                | 福本潔          | Bak Dong Hun                    | 9月14日       | MELODY.6  |
| 24   | ありゃま! ドッキドキの初デート        | 江夏由結   | 井上修                  | 福本潔          | Bak Dong Hun                    | 9月14日       | MELODY.6  |
| 25   | ありゃま! ゴメンねきららちゃん        | 山田隆司   | 高柳哲司                | 福本潔          | Bak Dong Hun                    | 9月21日       | MELODY.7  |
| 26   | ありゃま! なんだかモヤモヤ            | 山田隆司   | 渡辺健一郎 古川順康     | 福本潔 藤根潔美 | Bak Dong Hun Zang You Shick     | 9月28日       | MELODY.7  |
| 27   | ありゃま! ヤキモチや〜ん              | 江夏由結   | 井上修                  | 福本潔          | Bak Dong Hun                    | 10月5日       | MELODY.7  |
| 27   | ありゃま! パク君結婚                  | 岸間信明   | 尼野浩正                | 福本潔          | Bak Dong Hun                    | 10月5日       | MELODY.7  |
| 28   | ありゃま! ピヨちゃんの告白            | 江夏由結   | 角田利隆                | 福本潔          | Bak Dong Hun                    | 10月12日      | MELODY.7  |
| 28   | ありゃま! 恋の火山が大噴火            | 川瀬敏文   | 平井義通                | 福本潔          | Bak Dong Hun                    | 10月12日      | MELODY.7  |
| 29   | ありゃま! 神様大変身                  | 山田隆司   | 井上修                  | 福本潔          | Bak Dong Hun                    | 10月19日      | MELODY.8  |
| 29   | ありゃま! 紅茶王決定戦                | 井上美緒   | 角田利隆                | 福本潔          | Bak Dong Hun                    | 10月19日      | MELODY.8  |
| 30   | ありゃま! お月様大異変                | 浦沢義雄   | 渡辺健一郎              | 福本潔          | Bak Dong Hun                    | 10月26日      | MELODY.8  |
| 30   | ありゃま! テレビでワイワイ            | 岸間信明   | 高柳哲司                | 福本潔          | Bak Dong Hun                    | 10月26日      | MELODY.8  |
| 31   | ありゃま! さすらいの星マント          | 浦沢義雄   | 高柳哲司                | 福本潔          | Bak Dong Hun                    | 11月2日       | MELODY.8  |
| 31   | ありゃま! やっちまったピヨ            | 岸間信明   | 井上修                  | 福本潔          | Bak Dong Hun                    | 11月2日       | MELODY.8  |
| 32   | ありゃま! バクくんモテモテ            | 山田隆司   | 尼野浩正                | 福本潔          | Bak Dong Hun                    | 11月9日       | MELODY.8  |
| 33   | ありゃま! 紅茶でやーん                | 江夏由結   | 関野関十                | 関野関十        | Bak Dong Hun                    | 11月16日      | MELODY.9  |
| 33   | ありゃま! パパちょいワル?             | 川瀬敏文   | 佐藤まさふみ            | 福本潔 藤根潔美 | Zang You Shick                  | 11月16日      | MELODY.9  |
| 34   | ありゃま! なんか反対                  | 浦沢義雄   | 池畠博史                | 福本潔          | Bak Dong Hun                    | 11月23日      | MELODY.9  |
| 34   | ありゃま! トゲトゲやーん              | 井上美緒   | 角田利隆                | 福本潔          | Bak Dong Hun                    | 11月23日      | MELODY.9  |
| 35   | ありゃま! なんか変                    | 山田隆司   | 渡辺健一郎              | 福本潔          | Bak Dong Hun                    | 11月30日      | MELODY.9  |
| 36   | ありゃま! これが噂のセンパイさん?     | 江夏由結   | 岡村正弘                | 福本潔          | Bak Dong Hun                    | 12月7日       | MELODY.9  |
| 36   | ありゃま! きゃふーんVSはにゃーん      | 大場小ゆり | 森脇真琴                | 福本潔          | Bak Dong Hun                    | 12月7日       | MELODY.9  |
| 37   | ありゃま! カイトくんになっちゃった    | 江夏由結   | 井上修                  | 藤根潔美        | Han Young Hoon                  | 12月14日      | MELODY.10 |
| 37   | ありゃま! 戦えショッピングプラザ      | 山田隆司   | 渡辺健一郎              | 福本潔          | Bak Dong Hun                    | 12月14日      | MELODY.10 |
| 38   | ありゃま! ケーキがいっぱい            | 岸間信明   | 尼野浩正                | 福本潔          | Bak Dong Hun                    | 12月21日      | MELODY.10 |
| 38   | ありゃま! トナカイさんのクリスマス    | 浦沢義雄   | 井上修                  | 福本潔          | Bak Dong Hun                    | 12月21日      | MELODY.10 |
| 39   | ありゃま! 宝くじは誰のもの?           | 川瀬敏文   | 佐藤まさふみ            | 福本潔          | Bak Dong Hun                    | 12月28日      | MELODY.10 |
| 39   | ありゃま! 雪祭りだよ!                 | 岸間信明   | 尼野浩正                | 福本潔          | Bak Dong Hun                    | 12月28日      | MELODY.10 |
| 40   | ありゃま! 大喜利OH! ギリギリ          | 井上美緒   | 渡辺健一郎              | 福本潔          | Bak Dong Hun                    | 2009年 1月4日 | MELODY.10 |
| 40   | ありゃま! クロミちゃんの乙女心        | 大場小ゆり | 尼野浩正                | 福本潔          | Bak Dong Hun                    | 2009年 1月4日 | MELODY.10 |
| 41   | ありゃま! イケメンがいっぱい          | 江夏由結   | 岡村正弘                | 福本潔          | Bak Dong Hun                    | 1月11日       | MELODY.11 |
| 41   | ありゃま! おいしいお弁当              | 浦沢義雄   | 角田利隆                | 藤根潔美        | 原友樹 小池沙央里               | 1月11日       | MELODY.11 |
| 42   | ありゃま! ソララの玉子                | 大場小ゆり | 池畠博史                | 福本潔          | Bak Dong Hun                    | 1月18日       | MELODY.11 |
| 42   | ありゃま! おかしなスカウトさん        | 山田隆司   | 関野関十                | 関野関十        | Bak Dong Hun                    | 1月18日       | MELODY.11 |
| 43   | ありゃま! ナタリーのバスガイド        | 浦沢義雄   | 渡辺健一郎              | 福本潔          | Pak Dong Hoon                   | 1月25日       | MELODY.11 |
| 43   | ありゃま! パパのこと教えて            | 井上美緒   | 尼野浩正                | 福本潔          | Pak Dong Hoon                   | 1月25日       | MELODY.11 |
| 44   | ありゃま! あっちこっちに王子様        | 岸間信明   | 井上修                  | 福本潔          | Pak Dong Hoon                   | 2月1日        | MELODY.11 |
| 44   | ありゃま! 白黒ハッキリ!?              | 川瀬敏文   | 渡辺健一郎              | 福本潔          | Pak Dong Hoon                   | 2月1日        | MELODY.11 |
| 45   | ありゃま! マリーランドのバレンタイン  | 江夏由結   | 佐藤まさふみ            | 福本潔          | Pak Dong Hoon                   | 2月8日        | MELODY.12 |
| 45   | ありゃま! おねがい対決                | 江夏由結   | 尼野浩正                | 福本潔          | Pak Dong Hoon                   | 2月8日        | MELODY.12 |
| 46   | ありゃま! 人間界がヘロヘロ            | 山田隆司   | 尼野浩正                | 藤根潔美 福本潔 | Han Young Hoon Pak Dong Hoon    | 2月15日       | MELODY.12 |
| 47   | ありゃま! きららピヨヨ?               | 江夏由結   | 政木伸一                | 福本潔          | Pak Dong Hoon                   | 2月22日       | MELODY.12 |
| 47   | ありゃま! 恐怖のデート                | 江夏由結   | 政木伸一                | 福本潔          | Pak Dong Hoon                   | 2月22日       | MELODY.12 |
| 48   | ありゃま! イケメン大作戦              | 大場小ゆり | 尼野浩正                | 福本潔          | Pak Dong Hoon                   | 3月1日        | MELODY.12 |
| 48   | ありゃま! またイケメン大作戦          | 井上美緒   | 関野関十                | 関野関十        | Pak Dong Hoon                   | 3月1日        | MELODY.12 |
| 49   | ありゃま! ステキな友情                | 岸間信明   | 高柳哲司                | 福本潔          | Pak Dong Hoon                   | 3月8日        | MELODY.13 |
| 50   | ありゃま! またまたイケメン大作戦      | 江夏由結   | 尼野浩正                | 福本潔          | Pak Dong Hoon                   | 3月15日       | MELODY.13 |
| 51   | ありゃま! アボガドやばくね?           | 大場小ゆり | 渡辺健一郎 佐藤まさふみ | 福本潔          | Pak Dong Hoon                   | 3月22日       | MELODY.13 |
| 52   | 夢の橋から出発                        | 山田隆司   | 尼野浩正                | 福本潔          | Pak Dong Hoon 宮川知子 仲田美歩 | 3月29日       | MELODY.13 |

## インターネット配信
U-NEXT（日本）

## 放送局
| 放送地域       | 放送局         | 放送期間                      | 放送日時           | 放送系列       | 備考                |
| -------------- | -------------- | ----------------------------- | ------------------ | -------------- | ------------------- |
| 大阪府         | テレビ大阪     | 2008年4月6日 - 2009年3月29日  | 日曜 9:30 - 10:00  | テレビ東京系列 | 製作局 字幕放送     |
| 北海道         | テレビ北海道   | 2008年4月6日 - 2009年3月29日  | 日曜 9:30 - 10:00  | テレビ東京系列 | 同時ネット 字幕放送 |
| 関東広域圏     | テレビ東京     | 2008年4月6日 - 2009年3月29日  | 日曜 9:30 - 10:00  | テレビ東京系列 | 同時ネット 字幕放送 |
| 愛知県         | テレビ愛知     | 2008年4月6日 - 2009年3月29日  | 日曜 9:30 - 10:00  | テレビ東京系列 | 同時ネット 字幕放送 |
| 岡山県・香川県 | テレビせとうち | 2008年4月6日 - 2009年3月29日  | 日曜 9:30 - 10:00  | テレビ東京系列 | 同時ネット 字幕放送 |
| 福岡県         | TVQ九州放送    | 2008年4月6日 - 2009年3月29日  | 日曜 9:30 - 10:00  | テレビ東京系列 | 同時ネット 字幕放送 |
| 奈良県         | 奈良テレビ     | 2008年4月18日 - 2009年4月10日 | 金曜 7:30 - 7:59   | 独立UHF局      |                     |
| 和歌山県       | テレビ和歌山   | 2008年5月6日 - 2009年4月28日  | 火曜 17:30 - 18:00 | 独立UHF局      |                     |

## 備考
- 短編作品だった前作では廃止されたアイキャッチが復活した。過去作品同様、テレビ画面に本編の1シーンが映っている物だが、テレビのそばにはハローキティではなく、本作の進行・解説役であるルロロマニックが登場する。
- 同じくOP前の告知映像（「テレビを見る時は…」の部分）も復活したが、本作では作り直されており、マイメロの台詞も一部変更された（最初に「みんな!」と呼びかける）。
- DVDは全13巻発売されたが、ジャケットのきららは全て本来の姿で描かれている。なお、ソララ王子は巻ごとで姿が異なる。
- 後番組「ジュエルペット」の紅玉りんこの声優は亀井絵里のため、この放送枠では2年連続でモーニング娘。のメンバーが人間の主人公の声を担当したことになる（田中と亀井は同じく6期メンバー）。
- 「おねがいマイメロディ」から多岐にわたってスポンサーに参加していたアガツマ（PINOCCHIO）が提供した番組は途絶えることとなり、次番組の「ジュエルペット」ではセガトイズがスポンサーに交代している。
- 第48話にゲストキャラを演じた藤原祐規は本作が事実上の声優デビュー作、井口祐一はオーディションを経て本作が声優デビュー作であった。